# مسجد حاج‌آقا صابر
مسجد حاج‌آقا صابر واقع در خیابان دکتر بهشتی (عباس‌آباد) اراک، دومین مسجد تاریخی محله عباس‌آباد، پس از مسجد حاج محمدابراهیم خوانساری به حساب می‌آید. این مسجد به سرپرستی حاج‌آقا صابر بزرگ، در سال ۱۳۰۵ ساخته شد. امامان جماعت این مسجد از ابتدا تا امروز از میان خاندان صابری انصاری انتخاب شده‌اند.